# Güldürcek-Talsperre
Die Güldürcek-Talsperre (türkisch Güldürcek Barajı) befindet sich 15 km westsüdwestlich der Stadt Orta in der nordtürkischen Provinz Çankırı.
Die Güldürcek-Talsperre wurde in den Jahren 1981–1988 am Yazı Çayı, einem linken Nebenfluss des Devrez Çayı, errichtet.  
Die Talsperre dient hauptsächlich der Bewässerung einer Fläche von 6200 ha. 
Das Absperrbauwerk ist ein Erdschüttdamm. 
Die Dammhöhe über Talsohle beträgt 51 m.
Das Dammvolumen beträgt 1,55 Mio. m³.  
Der Stausee bedeckt bei Normalstau eine Fläche von 2,94 km². 
Das Speichervolumen beträgt 53 Mio. m³.